# Nehebkau

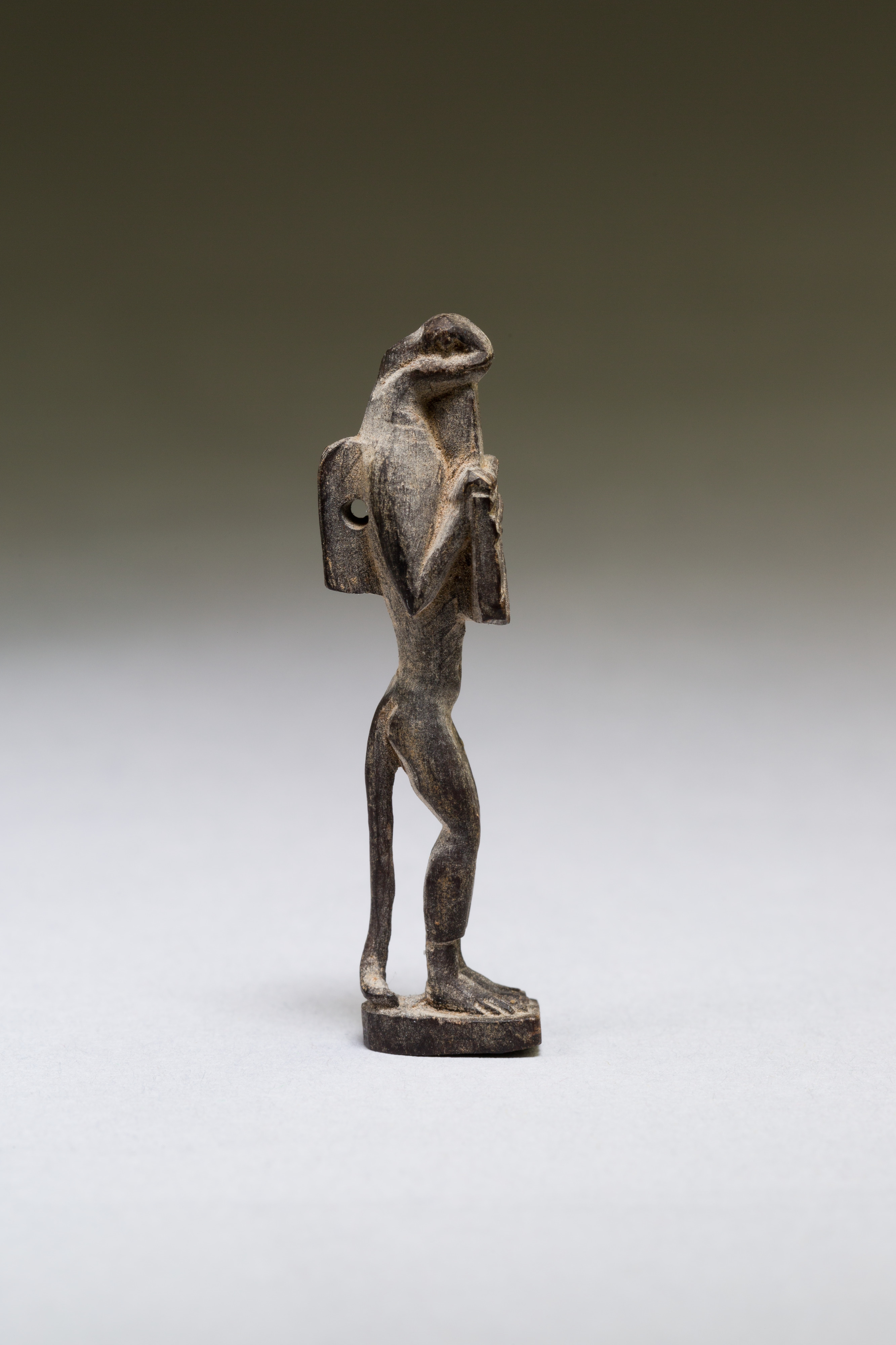
Nehebkau-Figur, 664–30 vor Chr.

Nehebkau, auch Nebeb-kau, ist eine Gottheit der Mythologie des Alten Ägypten, der eine Vielzahl von Bedeutungen und Rollen zugesprochen wird. Er gilt als Wächter über den Eingang zum Jenseits (Duat) und ist zudem einer der 42 Totenrichter.
Die Bedeutung seines Namens ist nicht genau gesichert; der Wortbestandteil nḥb entspricht vermutlich dem Verb „geben“. Nehebkau verleiht den Menschen demnach ihr Ka. Er wird als (meist zweiköpfige) Schlange dargestellt, möglicherweise, weil eine zentrale Hieroglyphe in seinem Namen (ganz rechts) der Gestalt dieses Tieres ähnelt. Dementsprechend erscheint er auch in den literarischen Zeugnissen als Höhlenbewohner von gewundener Gestalt und soll als Heiler von Schlangen- und Skorpionbissen verehrt worden sein.
Als sein Vater galt Geb, als Mutter kommen Selket und Renenutet infrage. Er selbst war der Gemahl der Nehemetawai, die in ihrem Hauptkultort Hermopolis Magna zusammen mit ihrem Schepsi und Thot verehrt wurde. Von diesen ist einer als ihr Sohn anzusehen, der andere ist möglicherweise ihr Gemahl und wäre damit mit Nehebkau gleichzusetzen. Kultisch verehrt wurde dieser in Herakleopolis und einer Stadt namens Zššt, hinter der sich vielleicht Diospolis Parva verbirgt. Am ersten Tag des ersten Wintermonats wurde ab dem Mittleren Reich das Nehebkau-Fest gefeiert, das den Charakter einer Neujahrsfeier hat und mit der ersten Aussaat verbunden war, aber auch mehrfach ein Datum von Krönungs- und Königsfeierlichkeiten war.
Als derjenige, der die Menschen mit Leben beschenkt, wurde Nehebkau insbesondere vor dem Tod als Schutzgottheit angesprochen, welche die Sterbenden ins Totenreich geleiten sollte. Anderen Überlieferungen zufolge wollten diese selber mit Nehebkau identifiziert werden, da er als Totenrichter mit über den Eintritt eines Individuums ins Jenseits entscheiden und ihm im Anschluss seinen Ka wieder verleihen sollte. Daneben galt er auch als Verantwortlicher für Nacken, Kehle und Herz des Menschen und bereitete diesem nach dem Tod eine Mahlzeit, sodass an ihn zahlreiche Zaubersprüche gerichtet wurden. Doch auch den anderen Göttern verlieh er der Vorstellung zufolge Leben und war der Ka jeder Gottheit.
Stellenweise wurde Nehebkau sogar als Erzeuger des Sonnengottes Re angesehen und trägt in einigen Darstellungen dessen Attribute, was ihn zu einem äußerst bedeutenden „Urgott“ macht. Anscheinend war er in der Religionsgeschichte Ägyptens ein Konkurrent des traditionell als „Urgott“ angesehenen Atums, erscheint im Gegensatz zu diesem aber nicht als Himmels-, sondern als Erdgottheit. Darin wird der Widerstreit zweier mythologischer Vorstellungen deutlich, die die Sonne entweder als Bestandteil des Himmels oder aber als erdgeboren (Sonnenaufgang) ansieht.
Ein wieder anderer Aspekt Nehebkaus ist der negative Zug eines schlangenartigen Dämons, vor dem es sich zu schützen galt.